# Панченко, Юрий Петрович
Ю́рий Петро́вич Па́нченко (5 февраля 1959, Киев) — советский волейболист, российский волейбольный тренер, игрок сборной СССР (1979—1988). Олимпийский чемпион 1980, чемпион мира 1982, обладатель Кубка мира 1981, 5-кратный чемпион Европы, 7-кратный чемпион СССР. Нападающий. Заслуженный мастер спорта СССР (1980).

## Биография
Выступал за команды: до 1981 — «Локомотив» (Киев), 1981—1989 — ЦСКА, 1989—1990 — «Конад» (Равенна, Италия), 1990—1994 — «Мока Рика» (Форли, Италия). 7-кратный чемпион СССР (1982, 1983, 1985—1989), бронзовый призёр союзных первенств 1981 и 1984, трёхкратный обладатель Кубка СССР (1982, 1984, 1985), 6-кратный обладатель Кубка чемпионов ЕКВ (1982, 1983, 1986—1989). В составе сборной Украинской ССР стал бронзовым призёром Спартакиады народов СССР 1983.
В сборной СССР в официальных соревнованиях выступал в 1979—1988 годах. В её составе: олимпийский чемпион 1980, серебряный призёр Олимпийских игр 1988, чемпион мира 1982, серебряный призёр мирового первенства 1986, победитель розыгрыша Кубка мира 1981, серебряный призёр Кубка мира 1985, 5-кратный чемпион Европы (1979, 1981, 1983, 1985, 1987), победитель турнира «Дружба-84» (1984), победитель Игр доброй воли (1986).
В 1996—2005 работал тренером в Италии (команды городов Монтеккьо-Маджоре, Мачерата, Пьяченца, Вибо-Валентия). В 2007 — старший тренер сборной России, 2006—2008 — главный тренер команды «Динамо-Янтарь» (Калининград). В 2008—2011 годах — тренер команды «Локомотив-Белогорье» (Белгород). В 2011—2012 — главный тренер команды «Кузбасс» (Кемерово).
С февраля 2013 года — главный тренер женской команды «Факел» (Новый Уренгой). В 2015—2017 — главный тренер женской команды «Динамо» (Москва). В 2017 назначен главным тренером женской команды «Алтай» (Усть-Каменогорск, Казахстан), а в феврале 2019 — также и наставником женской сборной Казахстана.

## Источник
- Волейбол: Энциклопедия / Сост. В. Л. Свиридов, О. С. Чехов. — Томск: Компания «Янсон», 2001.